# 北隍城岛
北隍城岛，位于中华人民共和国华东地区山东半岛以北的渤海海峡中部海域，是庙岛群岛（长山列岛）北部岛群中的一座岛屿，是山东省及庙岛群岛最北的海岛。北隍城岛原属山东省长岛县管辖，2020年长岛县与蓬莱市合并成立了烟台市蓬莱区，现北隍城岛属于烟台市蓬莱区管辖。

## 地理
北隍城岛岛形似顶角向北的等腰三角形，长约2.8千米，宽约1.9千米。面积2.6718平方千米，海岸线长约9.94千米。最高点位于岛中北部的北山，海拔159.9米。